# Bruce Kleiner
Bruce Alan Kleiner est un mathématicien américain, travaillant dans la géométrie différentielle et la topologie et la théorie géométrique des groupes.

## Biographie
Il obtient son doctorat en 1990 de l'Université de Californie à Berkeley sous la direction de Wu-Yi Hsiang. Kleiner est professeur de mathématiques à l'Université de New York.
Kleiner écrit des articles explicatifs sur le flot de Ricci. Avec John Lott (en) de l'Université du Michigan, il précise les détails de la preuve de Grigori Perelman de la conjecture de géométrisation (dont découle la conjecture de Poincaré) dans les années 2003-2006. Il s'agit de la première publication reconnaissant l'accomplissement de Perelman (en mai 2006), qui est bientôt suivie par des articles similaires de Huai-Dong Cao et Zhu Xiping (en juin) et de John Morgan et Gang Tian (en juillet).
Kleiner trouve une preuve relativement simple du théorème de Gromov sur les groupes de croissance polynomiale. Il prouve également la conjecture de Cartan-Hadamard en dimension 3.